# Фрідріх II (герцог Ангальтський)
Фрідріх II (нім. Friedrich II.), (нар. 19 серпня 1856 — пом. 21 квітня 1918) — третій правитель об'єднаного Ангальтського герцогства у 1904—1918 роках, син попереднього герцога Ангальтського Фрідріха I та принцеси Саксен-Альтенбурзької Антуанетти. Походив з династії Асканіїв. Генерал кінноти прусської армії. Кавалер кількох орденів.
Був відомий своєю любов'ю до музики та підтримкою придворного театру.

## Біографія
Фрідріх народився 19 серпня 1856 року в Дессау. Був другою дитиною та другим сином в родині спадкоємного принца Ангальт-Дессау-Кьотена Фрідріха та його дружини Антуанетти Саксен-Альтенбурзької. Мав старшого брата Леопольда. Згодом сімейство поповнилося молодшими дітьми: Єлизаветою, Едуардом, Арібертом та Александрою. Країною в цей час правив їхній дід Леопольд IV.

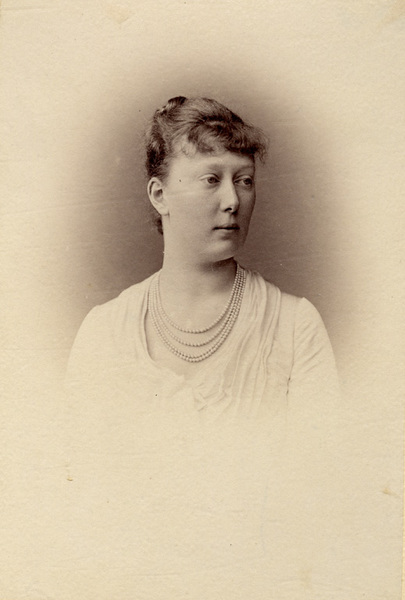
Світлина Марії Баденської

Мешкала родина у Палаці спадкоємного принца в Дессау. Літні місяці проводили у палаці Верліц. У 1871 році батько став правителем Ангальту, і за три роки сімейство перебралося до палацу Дессау.
Фрідріх разом зі старшим братом навчався у Женеві, Бонні та Мюнхені. Пізніше обидва стали офіцерами прусської армії та перебували на дійсній службі. Після раптової смерті Леопольда у 1886 році, Фрідріх став спадкоємцем престолу та почав ознайомлення зі справами державної адміністрації.
У віці 32 років одружився із 24-річною баденською принцесою Марією, небогою правлячого великого герцога Фрідріха. Вінчання відбулося 2 липня 1889 року у Карлсруе. Дітей у подружжя не було.
У січні 1904 року став правлячим герцогом. Був відомий своєю любов'ю до музики та підтримкою придворного театру, який гастролював всією Європою.
Наприкінці першого року Першої світової війни заснував нагороду Хрест Фрідріха як аналог прусського Залізного Хреста.
Помер у Балленштедті у квітні 1918 року в той час, коли відбувався Весняний наступ німецької армії на Західному фронті. Був похований в мавзолеї Дессау, а у 1958 році — перепохований на цвинтарі Цибік. Дружина пережила його більш, ніж на двадцять років.

## Нагороди

### Ангальтське герцогство
- Орден Альберта Ведмедя
  - великий хрест (1873)
  - великий магістр (27 січня 1904)
- Хрест Фрідріха (1914) — засновник нагороди.

### Велике герцогство Баденське
- Орден Вірності (Баден) (1889)
- Орден Бертольда I (1889)

### Прусське королівство
- Орден Чорного орла
- Орден Червоного орла
  - 1-го класу
  - великий хрест
- Князівський орден дому Гогенцоллернів, почесний хрест 1-го класу
- Орден Святого Йоанна (Бранденбург), почесний лицар

### Інші країни
- Орден Вендської корони, великий хрест з короною в руді (Мекленбург; 17 квітня 1877)
- Орден Святого Губерта з діамантами (Баварське королівство; 1883)
- Орден Вюртемберзької корони, великий хрест (1889)
- Орден Слона (Данія; 14 липня 1902)
- Королівський угорський орден Святого Стефана, великий хрест (Австро-Угорщина; 1908)
- Орден дому Саксен-Ернестіне, великий хрест
- Орден Спасителя, великий хрест (Грецьке королівство)
- Орден «Османіє» 1-го класу (Османська імперія)
- Орден Зірки Румунії, великий хрест
- Орден Таковського хреста, великий хрест (Королівство Сербія)

## Галерея

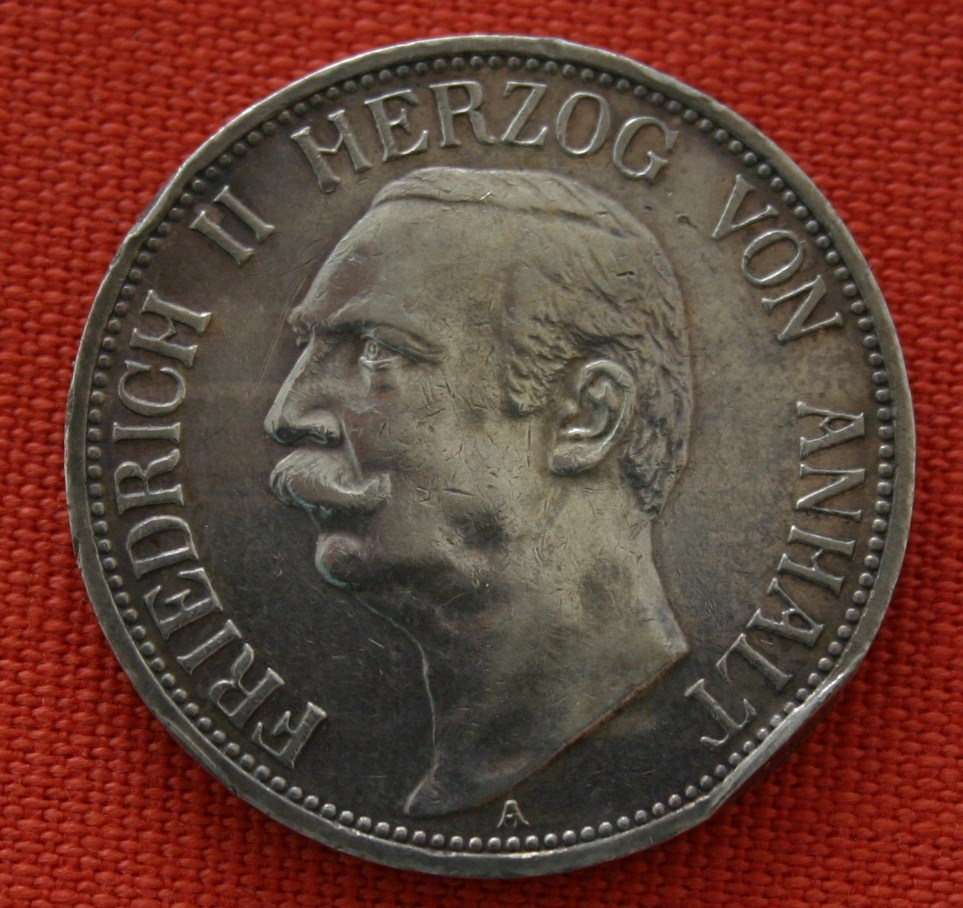
3 марки 1909 року з профілем герцога Фрідріха.
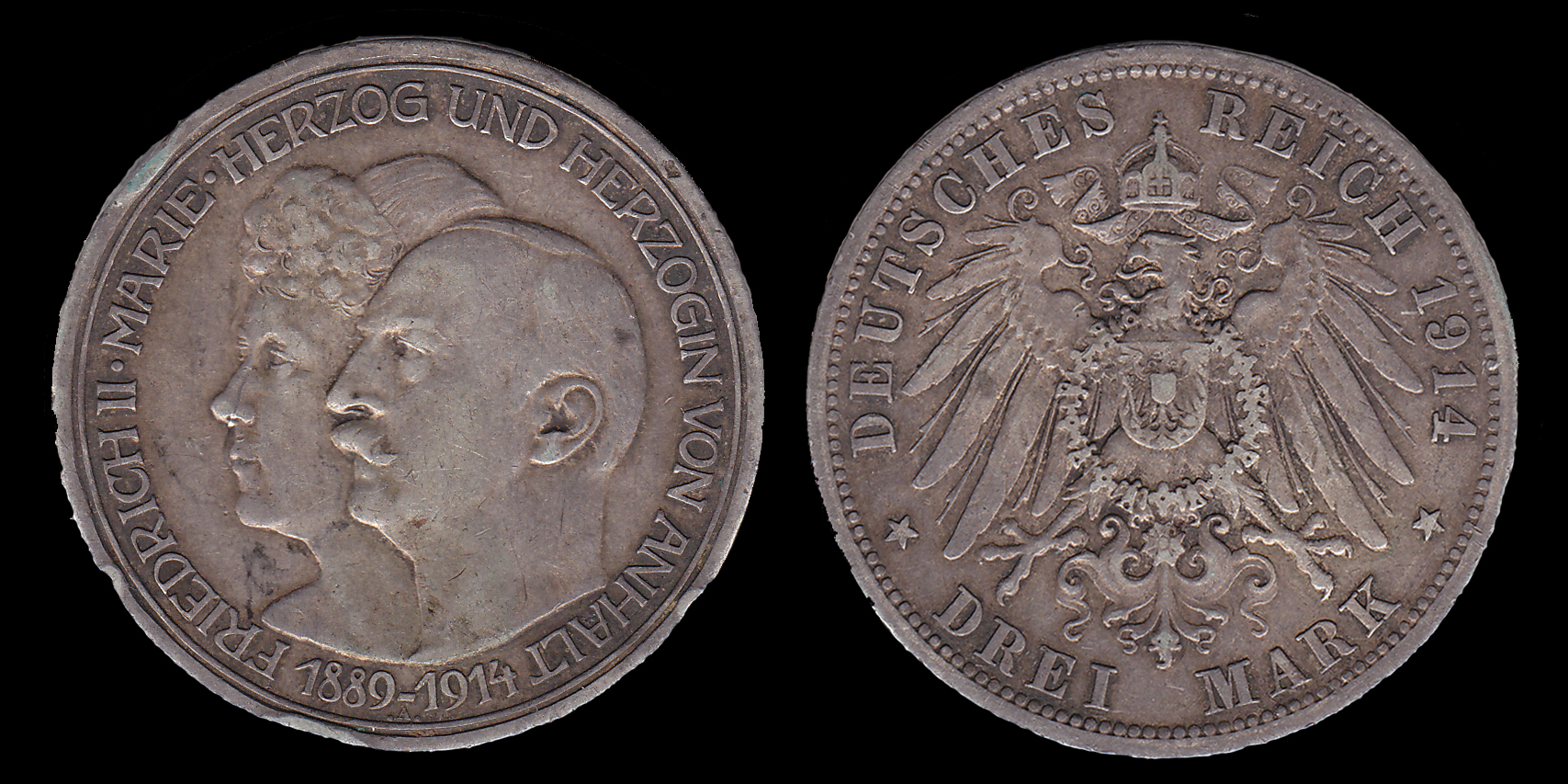
3 марки 1914 року з профілями герцога Фрідріха і його дружини.
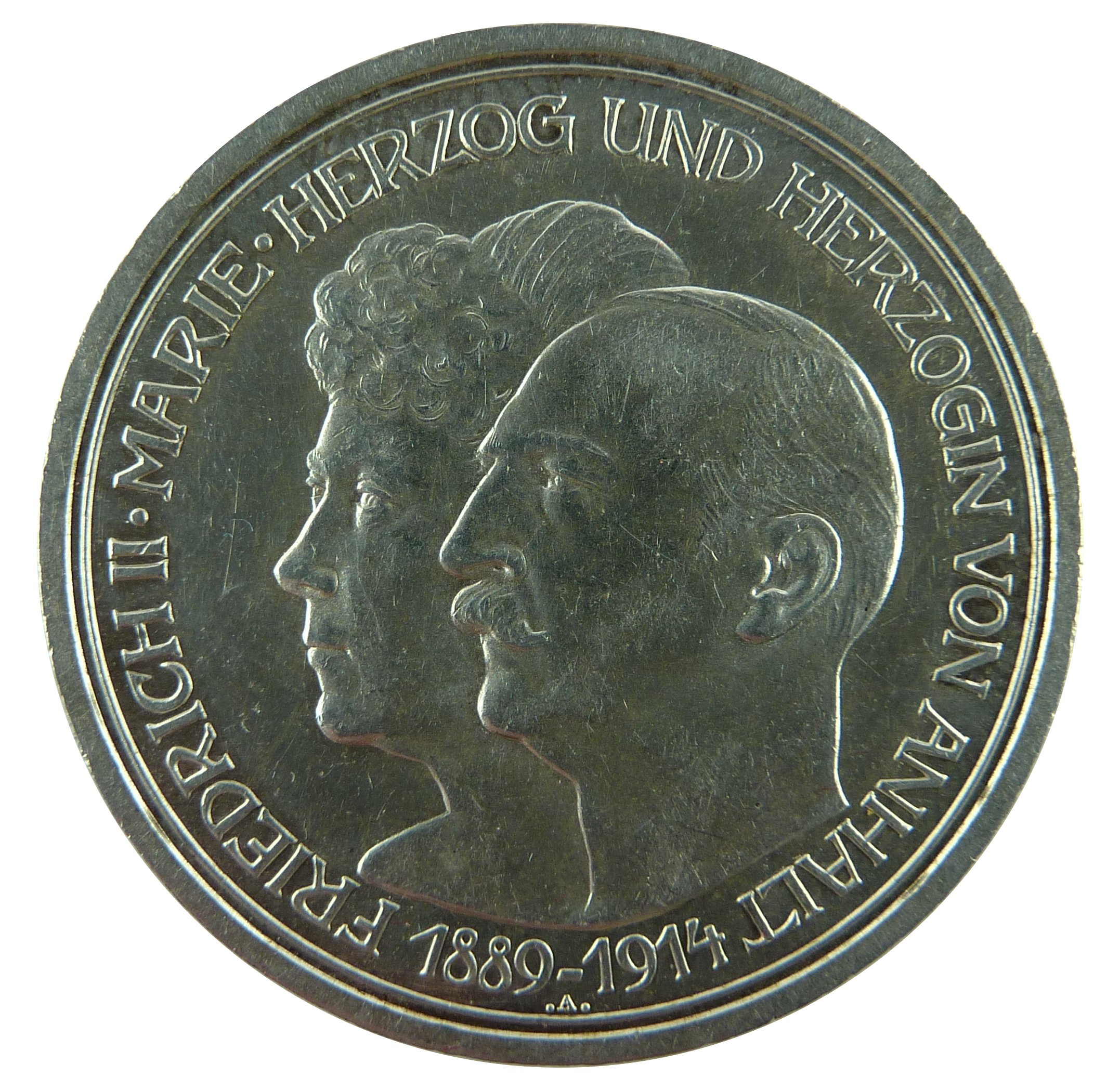
5 марок 1914 року з профілями герцога Фрідріха і його дружини.